# Mario Monicelli
Mario Monicelli   (Roma, 16 de maig de 1915 - Roma, 29 de novembre de 2010) fou un director, guionista i actor cinematogràfic italià. és considerat entre els millors directors de la comèdia a la italiana.
Les seves obres es caracteritzen per la ironia i el sarcasme i per la seva aguda crítica social.

## Filmografia

### Director, actor

#### Llargmetratges
- I ragazzi di via Pal (1935)
- Pioggia d'estate (1937)
- I miserabili (1948)
- Totò cerca casa (1949)
- Al diavolo la celebrità (1949)
- Vita da cani (1950)
- Totò e i re di Roma (1951)
- Guardie e ladri (1951)
- Totò e le donne (1952)
- Le infedeli (1953)
- Proibito (1954)
- Un eroe dei nostri tempi (1955)
- Totò e Carolina (1955)
- Donatella (1956)
- Il medico e lo stregone (1957)
- Padri e figli (1957)
- I soliti ignoti (1958)
- Lettere dei condannati a morte (1959)
- La grande guerra (1959)
- Risate di gioia (1960)
- Boccaccio '70 (1962)
- I compagni (1963)
- Alta infedeltà (1964)
- Casanova '70 (1965)
- Le fate (1966)
- L'armata Brancaleone (1966)
- La ragazza con la pistola (1968)
- Capriccio all'italiana (1968)
- Toh, è morta la nonna! (1969)
- Le coppie (1970)
- Brancaleone alle crociate (1970)
- La mortadella (1971)
- Vogliamo i colonnelli (1973)
- Apassionada (Romanzo popolare) (1974)
- Amici Miei (1975)
- Caro Michele (1976)
- Signore e signori, buonanotte (1976)
- Un borghese piccolo piccolo (1977)
- I nuovi mostri (1977)
- Viaggio con Anita (1979)
- Temporale Rosy (1980)
- Camera d'albergo (1981)
- Il marchese del Grillo (1981)
- Amics meus 2 (Amici miei atto II) (1982)
- Bertoldo, Bertoldino e Cacasenno (1984)
- Le due vite di Mattia Pascal (1985)
- Speriamo che sia femmina (1986)
- I picari (1988)
- Il male oscuro (1990)
- Rossini! Rossini! (1991)
- Parenti serpenti (1992)
- Cari fottutissimi amici (1994)
- Facciamo paradiso (1995)
- Esercizi di stile (1996)
- I corti italiani (1997)
- Panni sporchi (1999)
- Le rose del deserto (2006)

### Actor
- Rue du Pied de Grue (1979)
- Sono fotogenico (1980)
- La vera vita di Antonio H. (1994)
- Under the Tuscan Sun (2003)
- SoloMetro (2007)
- L'ultima zingarata (2010)

## Premis i nominacions

### Premis
- 1959. Lleó d'Or per La grande guerra
- 1957. Os de Plata a la millor direcció per Padri e figli
- 1976. Os de Plata a la millor direcció per Caro Michele
- 1982. Os de Plata a la millor direcció per Il marchese del Grillo
- 1991. Lleó d'Or per la carrera

### Nominacions
- 1952. Gran Premi del Festival de Canes per Guardie e ladri
- 1957. Os d'Or per Padri e figli
- 1965. Oscar al millor guió original per I compagni
- 1966. Oscar al millor guió original per Casanova '70
- 1966. Palma d'Or per L'armata Brancaleone
- 1973. Palma d'Or per Vogliamo i colonnelli
- 1976. Os d'Or per Caro Michele
- 1977. Palma d'Or per Un borghese piccolo piccolo
- 1982. Os d'Or per Il marchese del Grillo
- 1985. Palma d'Or per Le due vite di Mattia Pascal
- 1994. Os d'Or per Cari fottutissimi amici